# 三浦庄司
三浦 庄司（みうら しょうじ）は、江戸時代中期の武士、相良藩士。名は庄次、庄二とも書く。

## 経歴
備後福山藩領・備後国芦田郡府川の庄屋の生まれとも、江戸本郷の人・松野久兵衛の子ともいう。農政に明るいことから取り立てられ、田沼氏の用人・三浦五左衛門の養子となり、田沼意次が権力を握るとその側近として活躍。松浦静山の『甲子夜話』にも、静山本人の経験談をもとに盛時の権勢ぶりが描かれている。また平賀源内、工藤平助といった知識人と交流があり、彼らを意次と繋げる役割を果たした。特に後者が著した『赤蝦夷風説考』は庄司の手により幕府へもたらされている。
天明6年（1786年）幕府の貸金会所設置計画に関与。この計画は徳川御三家を始めとする諸大名の猛反発を受け、同年の意次失脚の要因の一つとなった。諸大名の責任追及の矛先は意次第一の側近だった庄司にも向けられ、相良藩はこれに押される形で庄司を押込に処し、続いて罪人として相良へ送還のうえ入牢することになった。田沼家の減封後は蟄居ないし追放になったというが、莫大な蓄財があったため、浪人しても不自由なく暮らしたという話も残る。『甲子夜話』は追放後の庄司を一時匿っていたという老婆の話として、同じく暇を出された足軽たちが庄司の元へ群がったため、庄司は蓄えていた金子を分け与えて難を逃れたという逸話が紹介されている。なお庄司の兄弟ということで福山藩士に取り立てられていた兄・山本藤右衛門と弟・山本弁助も連座する形で藩を追放されている。

## 関連作品
テレビドラマ
- 栄花物語（1983年、TBS、演：芦屋雁之助）
- 大江戸風雲伝（1994年、NHK、演：小林克也）
- べらぼう〜蔦重栄華乃夢噺〜（2025年、NHK大河ドラマ、演：原田泰造）